# Фердинанд Майоркський
Фердинанд Майоркський (кат. Ferran de Mallorca; 1278 Перпіньян, Руссільйон — 5 липня 1316, Манолада поблизу Кларенци, Ахейське князівство) — інфант Майорканського королівства, третій син короля Хайме II. Був віконтом Омеласа та сеньйором Фронтіньяна з 1311 року, а також з 1315 року претендував на титул князя Ахейського.

## Біографія
Король Сицилії Фредерік II послав Фердинанда очолити від його імені Каталонську компанію, яка формально визнала васальну залежність від арагонського Сицилійського королівства. Але Фердинанд отримав відсіч від Берната де Рокафорт, одного із лідерів Компанії. Під час повернення Фердинанда разом із хроністом Каталонської компанії Рамоном Мунтанером заарештували в Негропонті венеційці, які ворогували з арагонцями. Фердинанда було звільнено до 1310 року, оскільки цього року він відзначився під час облоги Альмерії в Андалусії, убивши сина правителя Гуадіса.
У 1313 році він повернувся на Сицилію, щоб взяти участь у війні, яка тоді йшла за володіння островом між арагонцями та анжуйцями з Неаполя і був призначений сеньйором Катанії. В той час на Сицилії перебувала Маргарита Віллардуен, що намагалась висунути свої претензії на Ахейське князівство. Вона видала в Мессіні за Фердинанда свою доньку Ізабеллу Сабранську і відмовилася на користь молодої пари від Акови та своїх прав на Ахейське князівство. Сама Маргарита померла в березні 1315 року в полоні в замку Хлемуці біля Кларенци в Мореї, а її донька Ізабелла — 7 травня 1315 року в Катанії, невдовзі після народження Фердинанду сина Хайме, що в майбутньому став королем Майорки.
Незабаром після смерті дружини Фердинанд на чолі невеликої компанії (війська найманців альмаговарів) вирушив до Мореї, щоб відстояти претензії, які тепер належали його новонародженому сину. Він захопив Кларенцу в червні 1315 року, ненадовго взяв контроль над Ахейським князівством і навіть встиг розпочати там карбувати власні монети. Восени 1315 року він одружився вдруге на Ізабеллі Ібелінській, дочці сенешаля Кіпру Філіпа д'Ібелін. Однак його суперниця на ахейський трон Матильда де Ено та її чоловік Людовик Бургундський з венеційською допомогою навесні 1316 року повернулися до Мореї. Фердинанд розраховував на допомогу арагонців з Майорки та Сицилії, а також на Каталонську компанію з сусіднього Афінського герцогства, яке також була арагонським вассалом, але вони не прибули вчасно. Зіткнувшись поблизу Кларенци з переважаючими силами своїх супротивників, 5 липня 1316 року Фердинанд загинув у битві при Маноладі. Його ймовірним спадкоємцем на трон Майорканського королівства став його старший син, майбутній король Хайме III, а як віконта Омелас — його молодший син Фердинанд, якого Ізабелла Ібелінська народила вже після загибелі батька.